# Hoy se arregla el mundo
Hoy se arregla el mundo es una película de comedia dramática argentina de 2022 dirigida por Ariel Winograd. Narra la historia de un productor de televisión que descubre que su hijo no es suyo y a partir de eso emprenden juntos una búsqueda para encontrar al padre biológico. Está protagonizada por Leonardo Sbaraglia, Benjamín Otero, Charo López, Luis Luque, Natalia Oreiro, Martín Piroyansky, José Luis Gioia, Soledad Silveyra, Gerardo Romano y Gabriel Corrado. La película tuvo su estreno en las salas de cines de Argentina el 13 de enero de 2022 por Walt Disney Studios Motion Pictures bajo la distribución de Buena Vista International. Más tarde, Netflix adquirió los derechos para estrenarla en su plataforma el 16 de marzo del mismo año.
Hoy se arregla el mundo es la última película estrenada bajo el nombre de Buena Vista International en Latinoamérica a principios de 2022, Disney Latin America retiró la marca Buena Vista en esa region y pasó a llamarse Star Distribution.

## Sinopsis
David "El Griego" Samarás (Leonardo Sbaraglia) es el productor general de un popular talk show llamado Hoy se arregla el mundo, el cual está en decadencia debido a la baja audiencia. Sin embargo, el mayor problema que se le presenta al Griego es cuando su exmujer Silvina (Natalia Oreiro) le revela, en medio de una discusión, que él no es el padre verdadero de Benito (Benjamín Otero), su hijo. Poco después de esto, Silvina muere accidentalmente dejando una incógnita sin revelar. Es a partir de entonces, que el Griego por pedido de Benito salen a buscar a su padre biológico.

## Reparto
- Leonardo Sbaraglia como David "El Griego" Samarás
- Benjamín Otero como Benito Lasarte
- Charo López como Yanina
- Luis Luque como Guido
- Martín Piroyansky como Cosentino
- José Luis Gioia como Atilio Pasolini
- Soledad Silveyra como Patricia
- Gabriel Corrado como Kiko
- Gerardo Romano como Juan Cruz Bordenave
- Mario Alarcón como Loco Maluco
- Diego Peretti como Billy
- Natalia Oreiro como Silvina Lasarte
- Florencia Dyszel como Débora
- Yayo Guridi como Héctor
- Mariano Saborido como Cernadas
- Lucas Di Rago como Laje
- Sebastián Arzeno como Gualo
- Elaine Adaime como Pastoriza
- Eugenia Alonso como Sara
- Camila Peralta como Agustina

## Recepción

### Comentarios de la crítica
La película recibió críticas positivas por parte de la prensa. Guillermo Courau del diario La Nación calificó a la película como «buena» diciendo que Sbaraglia se destaca al ofrecer «una composición precisa y delicada» y que es «es enormemente disfrutable». Por su parte, Ezequiel Boetti de Otros cines valoró las actuaciones tanto de Sbaraglia como de Otero que lograron construir un vínculo que crece en emotividad durante el transcurso del filme. En una reseña para Página 12, Diego Brodersen puntuó a la cinta con un 6 escribiendo que «todo en la película es correcto, muy profesional, pero en el camino las posibilidades de sorprender son obturadas por un formato narrativo rígido que va devorando de a poco la frescura». Gaspar Zimerman del periódico Clarín destacó las actuaciones del dúo protagónico (Sbaraglia y Otero) expresando que «tienen la química indispensable para que este tipo de propuestas funcione» y que «el resto del elenco también ayuda a compensar los altibajos de un guion con algunos baches que le quitan ritmo y fluidez a la narración».
Por otro lado, Edume Sarriegui de Escribiendo Cine resaltó el trabajo de Winograd dejando en claro que el director «una vez más le encuentra la vuelta a trabajar con niños y consigue del pequeño protagonista frescura y simpatía para superar situaciones difíciles y alcanzar el resultado ameno que se espera de una comedia» calificándola con un 8. Ignacio Dunand del portal El Destape Web concluyó que «Hoy se arregla el mundo es emotiva y está bien hecha, pese a tener un desarrollo y cierre predecible».

### Taquilla
En su primera semana de proyección, Hoy se arregla el mundo fue vista por 44.648 personas aproximadamente en los cines de Argentina quedando en el cuarto puesto de las películas más vistas en el país quedando por detrás de Spider-Man: No Way Home, Sing 2 y Scream 5. Para su segunda semana, la película acumuló 58.865 espectadores y en sus últimas semanas cerró con un total de 67.930 personas que vieron la cinta.

### Premios y nominaciones
| Lista de premios y nominaciones | Lista de premios y nominaciones | Lista de premios y nominaciones | Lista de premios y nominaciones | Lista de premios y nominaciones | Lista de premios y nominaciones |
| Año                             | Organización                    | Categoría                       | Nominado/a(s)                   | Resultado                       | Ref(s)                          |
| ------------------------------- | ------------------------------- | ------------------------------- | ------------------------------- | ------------------------------- | ------------------------------- |
| 2022                            | Premios Sur                     | Mejor actor revelación          | Benjamín Otero                  | Nominado                        | [ 15 ]                          |
| 2022                            | Premios Sur                     | Mejor guion adaptado            | Mariano Vera                    | Nominado                        | [ 15 ]                          |
| 2023                            | Premios Cóndor de Plata         | Revelación femenina             | Charo López                     | Nominada                        | [ 16 ]                          |